# Ivo Šušak
Ivo Šušak (* 10. Juni 1948 in Široki Brijeg, Volksrepublik Bosnien und Herzegowina, Föderative Volksrepublik Jugoslawien) ist ein kroatischer Fußballtrainer.
In der Saison 2000/01 gewann er mit dem NK Maribor die slowenische Meisterschaft und ist damit der bislang einzige ausländische Trainer, dem dies gelang.

## Erfolge
- Slowenischer Meister: 2001[2]
- Georgischer Meister: 2003[2]
- Georgischer Pokal: 2003, 2004[2]
- GUS-Pokal: 2004